# Grimoire

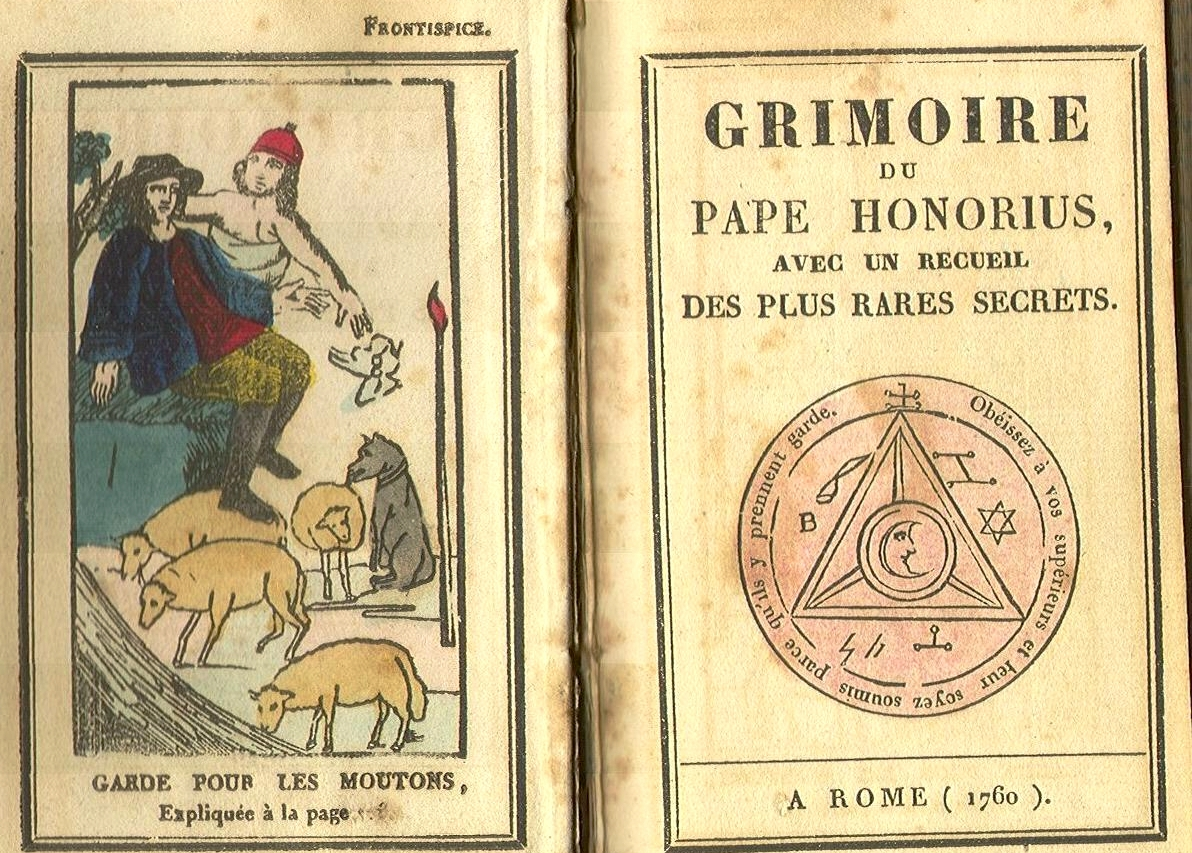
Titelseite des Grimoire du Pape Honorius (1760)

Ein Grimoire [gʀiˈmwaːʀ] oder Zauberbuch ist ein Buch mit magischem Wissen. Die Blütezeit dieser Schriften lag zwischen dem Spätmittelalter und dem 18. Jahrhundert. Mit der beginnenden Renaissance wurden einerseits antike Quellen neu aufgearbeitet und andererseits neue Erkenntnisse der Naturwissenschaften verarbeitet. Grimoires können astrologische Regeln, Listen von Engeln und Dämonen, Zaubersprüche sowie Anleitungen zum Herbeirufen von magischen Wesen oder zur Herstellung von Talismanen und Zaubertränken enthalten.
Das Wort grimoire kommt vom altfranzösischen gramaire und hat die gleiche Wurzel wie die Wörter Grammatik (im heutigen Französisch grammaire) und Glamour.

## Geschichte

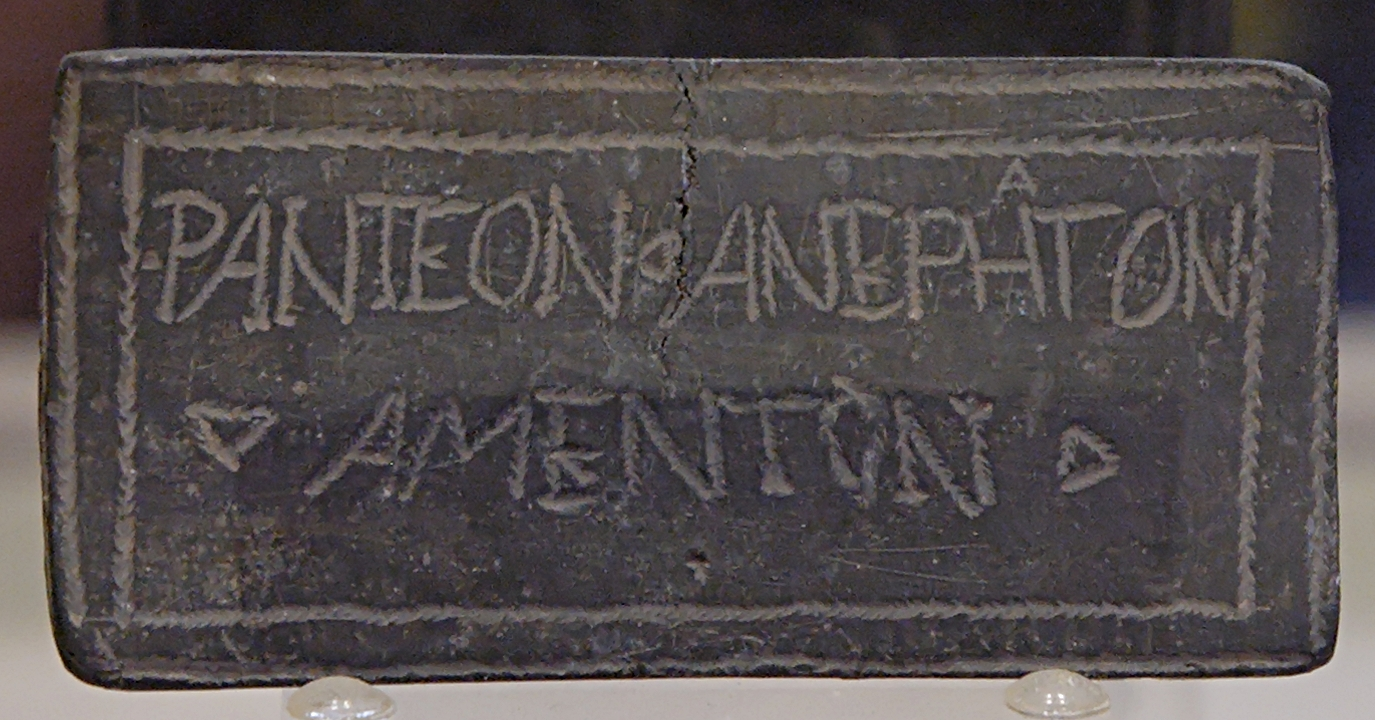
Magische Fluchtafel mit griechisch-lateinischer Inschrift (3.–4. Jahrhundert n. Chr.)

### Vorläufer in Antike und Frühmittelalter
Bereits in der Antike nutzten Priester im alten Ägypten, Mesopotamien, Israel, dem Perserreich, dem Kaiserreich China, den Anden oder Mittelamerika (Maya-Zivilisation) magische Zeichen und Symbole, Formeln sowie Anweisungen und Rituale auf Papyri und hielten diese auf Steinwänden von Tempeln, Holz oder Tontafeln fest. Schon in diesen Epochen ging es darum, die Götter und Dämonen zu bewegen, dass sie Glück, Reichtum, Liebe, Fruchtbarkeit, Sieg über Feinde etc. brachten. Die Totenbücher verschiedener Kulturen enthalten Beschwörungen zum Schutz vor Dämonen, zur Beförderung der Seele eines Toten ins Jenseits sowie Formeln zur Herstellung magischer Amulette oder Fetische. Aus der Spätantike sind noch koptische Zaubertexte und die Schriften der Neuplatoniker überliefert. Bekannt sind auch die Schriften der Gnostiker und deren christlicher Gegner, der Häresiologen. Bereits im 3. Jahrhundert n. Chr. erscheint das hebräische Sefer ha-Razim als Kodex. Trotz der magischen Abhandlungen dieser Totenbücher kann man noch nicht von Grimoires sprechen.
Sowohl Zauberei als auch deren Verbot werden mehrfach in der Bibel erwähnt. Am bekanntesten scheint die Episode der Totenbeschwörerin von Endor oder Nekromantin von Endor aus dem 1. Buch Samuel. Dies bezieht sich auf den biblischen Ort En Dor. König Saul sucht nach seinem Verbot der Zauberei die Hexe von Endor auf, um vom verstorbenen Propheten Samuel Ratschläge zum Vorgehen gegen die Philister zu erhalten. Tatsächlich prophezeit sie den Untergang Sauls, die Niederlage im Krieg gegen die Philister und den Aufstieg des späteren Königs David.
Vor der Christianisierung Europas sind wenige schriftliche Zeugnisse von magischem Wissen erhalten. Aus der Zeit des Übergangs vom Heidentum zum Christentum existieren die Merseburger Zaubersprüche, das Testament Salomos (ca. 4. Jahrhundert n. Chr.) und Zaubersprüche, die in den Eddas enthalten sind. Das Schwert des Mosis im hebräischen Original wird in der damaligen zeitgenössischen Literatur als verschollen erwähnt. Meist wurden vor allem die Bibel, wie in folgenden Jahrhunderten dann auch der Koran, für magische Zwecke gebraucht. Ab dem 10. Jahrhundert erscheinen Anweisungen zum magischen Gebrauch der Psalmen, die später z. B. im Schimmusch Tehillim (dt. Übersetzung 1788) oder den Gertrudenbüchern niedergeschrieben wurden.

### Antike „Zauberschriften“ und ihre Anwendung
Die eigentliche Vorform der Grimoires sind aber Sammlungen von Zauberschriften, zunächst in Form der griechischen Zauberpapyri aus Ägypten (Papyri Graecae Magicae; 150 v. Chr. bis 500 n. Chr.). Typisch sind Sammlungen von Zaubersprüchen, Anleitungen für Rituale oder zur Herstellung nicht funktionierender Wundermittel, die als „Geheimwissen“ präsentiert wurden (in römischer Zeit gab es eine hochentwickelte medizinische und technische Fachliteratur, in der diese Anleitungen zu finden wären, wenn sie funktioniert hätten). Da solche Literatur in einigen Phasen (besonders in der Spätantike) einerseits gezielt vernichtet, andererseits vielleicht gerade deshalb heimlich gehortet wurde, ist schwer zu sagen, ob die vorhandenen Papyrusfunde repräsentativ für die ursprüngliche Häufigkeit antiker Zauberschriften sind. Einen Ansatzpunkt in dieser Frage geben möglicherweise die Papyrusfunde von Oxyrhynchus, die aus einer Zeit stammen, in der es kaum oder keine Verfolgung von Zauberbüchern gab. Eine Zusammenstellung der Inhalte von 1485 dort gefundenen Papyri zeigt, dass nur 14 davon mit Zauberei verbunden sind, also weniger als 1 % der Gesamtmenge. Bei näherer Betrachtung dürften die meisten aber einfache Bitt- oder Beschwörungsnotizen sein. Dies zeigt, dass der Anteil der Zauberbücher unter den Büchern der Antike sehr gering war.
Von solchen Büchern streng zu trennen sind Notizen, die im Rahmen von Ritualen geschrieben wurden. Sie enthalten Bittgesuche an Götter, Beschwörungen oder Verfluchungen. Solche Notizen auf Blei, Stein, Holz oder Papyrus sind zu Hunderten gefunden worden. Insbesondere die Exemplare auf Blei werden als Fluchtafeln bezeichnet. Ebenfalls nicht unter Zauberbücher fallen einzelne kurze magische Texte wie Rezepte zu jeweils einem Ritual.

### Hoch- und Spätmittelalter

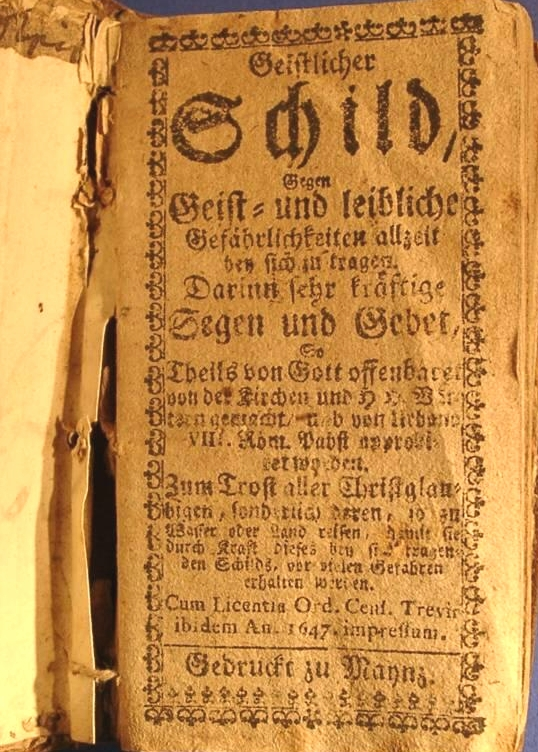
Titelseite Geistlicher Schild (1647)

Trotz des Verbotes von Zauberei im eigentlichen Sinne förderte die Kirche durchaus auch Schriften, die nach heutigem Verständnis magieähnliche Lehren enthielten. So kursierten neben den illegalen Grimoires zahlreiche legale Gebetbücher mit Gebets-, Segens- und Beschwörungsformeln, wie das Enchiridion manuale Leonis papae und dessen deutsche Übersetzung Geistlicher Schild oder Colomanusbüchlein, das Romanusbüchlein, das Christoph-Gebet etc. Diese Bücher beinhalten immer einen Heiligen, der für Anhörung der Gebete und zum Schutz vor bösen Mächten gedacht ist, aber auch zahlreiche Dämonen bis hin zu Satan und Luzifer. Viele Schriften wurden von oder unter dem Namen von Päpsten veröffentlicht, um die Glaubhaftigkeit des Inhaltes zu bekräftigen. Die Päpste wurden auch als Besitzer von Grimoires angesehen, so wie sich auch um eine Vielzahl von Päpsten Legenden um deren Schwarzkünste und Teufelspakte rankten; manches davon war eher Auswuchs einer im weitgehend analphabetischen Volk verbreiteten abergläubischen Furcht vor Büchergelehrsamkeit, als dass es der Wahrheit entsprach. Auch Walther von der Vogelweide singt über den Papst:
„nû lèr etz in sîn swarzez buoch, daz ime der hellemôr / hât gegeben, und ûz im les et siniu rôr“
„Nun mag es ihm sein schwarzes Buch, sein Zauberbuch, lehren, das ihm der Teufel gegeben hat, und aus diesem mag er sein Rohr herauslesen“
Trotzdem wurde in allen Zeiten der Besitz von sogenannten Zauberschriften verboten. Angeklagte wurden von weltlichen Gerichten, später auch von Inquisitionsgerichten der Hexerei und Häresie bezichtigt und endeten auf dem Scheiterhaufen. Die Grimoires wurden beschlagnahmt oder neben anderen verbotenen Schriften öffentlich verbrannt. Schon das Neue Testament schildert eine (der Beschreibung nach freiwillige und spontane) Bücherverbrennung:

„Viele aber, die Zauberei getrieben hatten, brachten ihre Zauber-Bücher zusammen und verbrannten sie öffentlich und berechneten, was sie wert waren und kamen auf fünfzigtausend Silbergroschen.“

Dadurch wurden die späteren kirchlichen Bücherverbrennungen legitimiert (siehe Vernichtung von Zauberbüchern). Der Hexentheoretiker Martin Anton Delrio verdammte diese Bücher massiv. Man sagte den Zauberbüchern nach, dass sich in ihnen Dämonen befänden und das bloße Öffnen des Buchdeckels riefe sie herbei. Ein weiterer vehementer Gegner dieser Bücher war Jean Bodin, der darüber sein Werk Vom Außgelaßnen Wütigen Teuffelsheer schrieb.
Immer wenn im Laufe der Geschichte die Religion an Gewicht verlor (z. B. wegen Pest, Hungersnot oder Krieg), entwickelten sich die Grimoires als Volks- und Aberglaube weiter. Deshalb nimmt ab dem 13. Jahrhundert die Zauberliteratur beträchtlich zu. Es folgen das Almadel Salomonis, die älteste Form des Clavicula Salomonis, Der große Grimoir des Papstes Honorius, die lateinische Version des Picatrix oder das Heptameron des Pietro d’Abano. Diese Zauberbücher enthalten hauptsächlich Dämonenbeschwörungen und Nekromantie, angelehnt an die Heilige Messe. In dieser Zeit entwickelten sich im Volk die sog. magischen Rezeptbücher. So sollte durch diese Anleitungen z. B. Regen herbeigezaubert, Katastrophen abgewendet, Krankheiten geheilt, Flugsalben und Liebestränke hergestellt, Geister gnädig gestimmt oder in die Zukunft gesehen werden können.
Zunehmend beschäftigten sich auch namhafte Philosophen, Geistliche oder Wissenschaftler mit der Erforschung der Zauberschriften. Schon Ekkehard IV. erwähnt bestimmte Libri nigri. Jedoch als erster veröffentlichte Albertus Magnus eine Liste von Grimoires, die er gelesen hatte, auch Johannes Hartlieb beschreibt den Liber Consecratus (Das gesegnete Buch), das Picatrix, die Ars Notoria sowie das Sefer Raziel und zählt in seinem Buch Von der verpoten Kunst einige Zauberbücher auf:

„Für solche Verrichtungen gebrauchen die Meister dieser Kunst mancherlein Bücher [voller] Figuren und Charaktere. Das eine nennen sie Sigillum Salomonis, das zweite Clavicula Salomonis, das dritte Hierarchia, das vierte Schemhamphoras, und dazu haben sie noch eine Vielzahl von Charakteren.“

26. Kapitel: Von weiteren Büchern über die Schwarze Kunst:

„Es gibt noch weitere Bücher in dieser Kunst, die lehren, wie man mit Kräutern, Steinen und Wurzeln die Teufel bannen und beschwören soll. Das Buch Kiranides zum Beispiel lehrt, wie man Kräuter, Steine, Fisch und Geflügel in einem geeigneten Metallgefäß zusammenmischt. Damit soll man dann Großes vom Teufel erlangen. Das ist jedoch alles Aberglaube; der Teufel (selbst) mischt sich da hinein und bringt all die vom rechten Weg ab, die daran glauben. Denn wisse wahrhaftig: Alle Kräfte der Natur sind in Wahrheit gering gegenüber den Kräften der Teufel, geschweigedenn (gegenüber den Kräften) der guten Engel (denn) wie Hiob sagt: »Es gibt keine Macht auf Erden. die der der Teufel gleichkommt.« Ihr mögt entgegnen: Man liest doch im Buche des Tobit, wie die Leber eines Fisches, auf eine glühende Kohle gelegt, die Teufel austreibe usw. Dazu befrage die wahre Postille des Nikolaus von Lyra oder auch den hl. Thomas. Dort heißt es, daß nicht der Rauch der Leber, sondern das andächtige Gebet des jungen Tobias die Teufel von Raguel vertrieben habe.“

Später veröffentlichte Trithemius in seinem Antipalus Maleficiorum eine Liste, unter anderem mit bekannten Grimoires, wie das Clavicula Salomonis, Picatrix, Sepher Raziel, Corpus Hermeticum, Schemhamphoras oder das Almadel. Trithemius teilt die Zauberbücher in zwei Klassen und beschreibt weiter Bücher, die sich mit der Herstellung und dem Gebrauch von Bildern, Figuren, Ringen und Siegeln unter bestimmten Sternkonstellationen befassen. Diese Aufzählungen zeigen, wie groß das Interesse der damaligen Gelehrten an Magie gewesen ist.

### Frühe Neuzeit

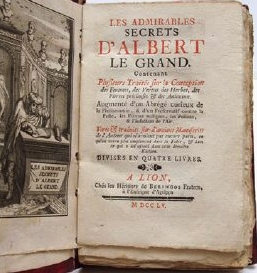
Titelseite Le Grand Albert (1755)

In der Zeit der Reformation und des Humanismus beschäftigen sich die Grimoires vor allem mit jüdischer und arabischer Religionsphilosophie sowie der Kabbala. Vor allem die kabbalistischen Schriften von Rabbinern aus den althebräischen Schriften wurden Vorbild für Zaubermittel und Riten. Im Jahr 1565 wurde der erste Teil des aus neun Teilen bestehenden Zauberbuches Arbatel gedruckt und herausgegeben unter dem im sogenannten vierten Band der Schriften des Heinrich Cornelius Agrippa von Nettesheim. Einer Sammlung von Schriften die nicht von Agrippa selbst stammen, sondern die vom damaligen Verleger entweder aus wirtschaftlichen Gründen mit Agrippas Namen in Druck gegeben wurden oder tatsächlich aus dem bibliothekarischen Nachlass Agrippas waren. Johann Weyer oder der Inquisitor Delrio veröffentlichten Werke, in denen sie über die schwarzen Bücher, die sogenannten Libri Nigri, schrieben. Durch die Beschäftigung mit diesem Schriftgut waren die Gelehrten auch immer selbst dem Vorwurf der Häresie und Ketzerei ausgesetzt.
Ab dem 16. Jahrhundert folgt das jüngere Clavicula Salomonis, Salomonis et Semiphoras und das Grimorium Verum. Jedoch degenerierte im Laufe der Zeit der ursprüngliche Gehalt der Grimoires immer mehr zu reinen Schutz- und Schatzzauberbüchern. Eine Verballhornung aus dieser Zeit sind die Höllenzwänge, die Dr. Faust zugeschrieben wurden (Dr. Fausts großer und gewaltiger Höllenzwang, Dr. Fausts vierfacher Höllenzwang, Dr. Fausts Mirakel, Kunst und Wunderbuch oder der schwarze Rabe, Dr. Fausts großer gewaltiger Meergeist und Fausts dreifacher Höllenzwang). Ebenso das französische Dragon Rouge und die deutsche Übersetzung, der Wahrhaftige feurige Drache.
Die Grimoires wurden von Generation zu Generation weitergegeben und dabei je nach Epoche und Bedarf überarbeitet. Es wurden Rezepturen verändert und ergänzt und es kamen ständig neue Anleitungen hinzu. Im 18. Jahrhundert erscheinen die Ägyptischen Geheimnisse des Albertus Magnus, die Schwarze Henne und Das sechste und siebente Buch Mosis.
Von Frankreich im Zeitalter Napoleons ausgehend, verbreiteten sich Grimoires zunehmend auch in andere europäische Länder. Der 1822 veröffentlichte Philosophische Merlin ist das erste englische Grimoire der Neuzeit. Es beruft sich in seiner Urheberschaft auf Napoleon Bonaparte, arbeitet hauptsächlich französische Quellen auf und bietet zusätzlich ein astrologisches System, ähnlich dem chinesischen I-Ging, an.

### Industriezeitalter

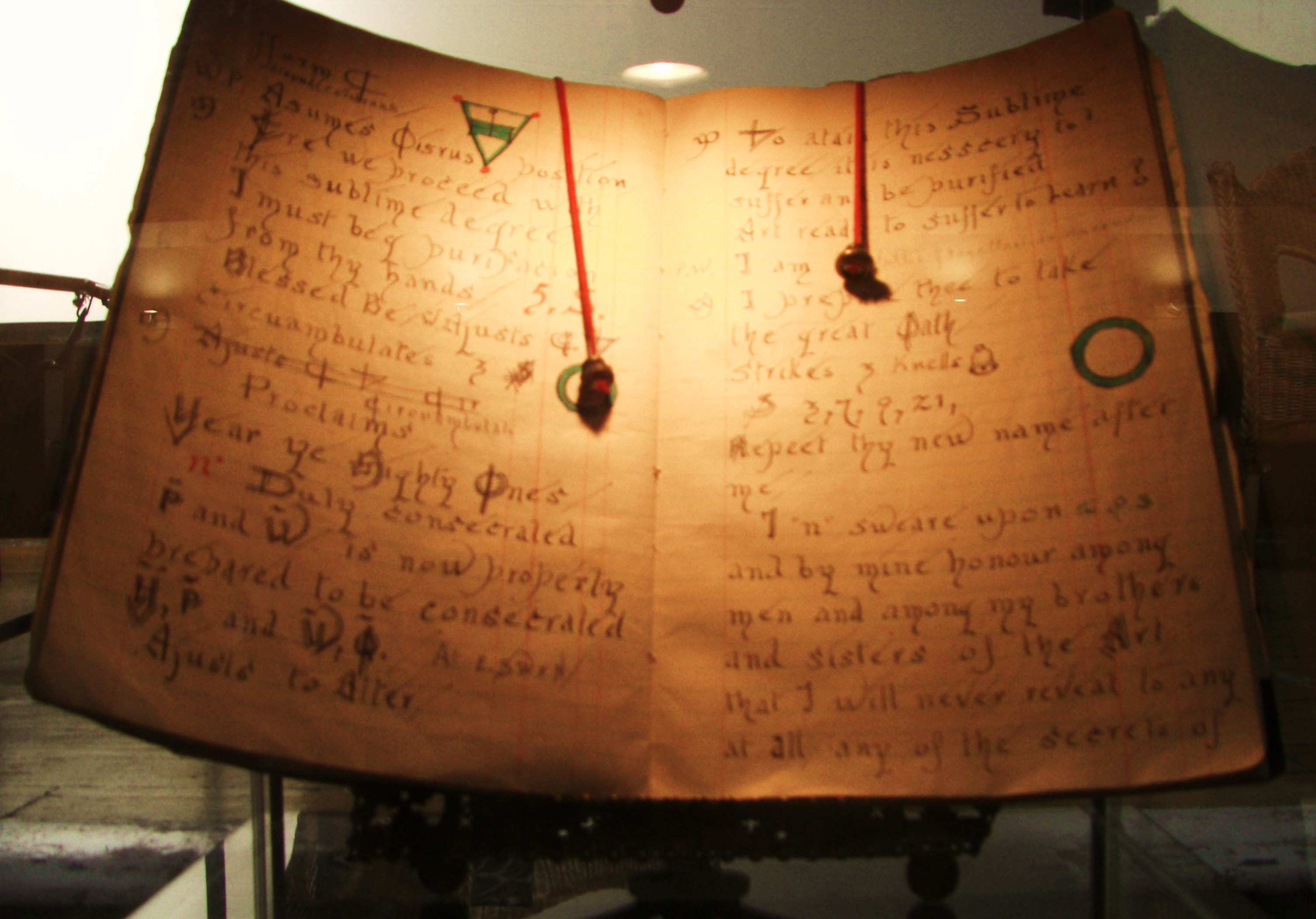
Buch der Schatten aus dem Nachlass von Gerald Brosseau Gardner

Ab dem 19. Jahrhundert werden Sammlungen verschiedener magischer Manuskripte und Grimoires veröffentlicht, die lediglich eine Wiedergabe der alten Zauberbücher sind, aber somit einem breiten Publikum zugänglich gemacht und der Nachwelt erhalten wurden: Horsts Zauberbibliothek, vom Scheible-Verlag u. a. die Sammlung der größten Geheimnisse außerordentlicher Menschen in alter Zeit und die Bände Das Kloster.
Aus okkulten Vereinigungen, wie dem Ordo Templi Orientis oder dem Hermetic Order of the Golden Dawn, gingen namhafte Personen hervor, wie Aleister Crowley oder William Wynn Westcott. Manche Werke dieser Okkultisten sind ebenfalls den Grimoires zuzuordnen.
In Deutschland stieg zwischen den beiden Weltkriegen noch einmal die Veröffentlichung von Grimoires mit zumeist stark veränderten Texten. Bedingt durch politische Wirren, Inflationen und Massenarbeitslosigkeit, griffen Betroffene zu den neu erschienenen Zauberbüchern, die von geschäftstüchtigen Verlegern in hohen Auflagen auf den Markt gebracht wurden. Es erschienen in den frühen Jahrzehnten des 20. Jahrhunderts die neuverfassten 8. bis 13. Bücher Mosis und die Sammlung von magischen Schriften, das Buch Jezira (nicht zu verwechseln mit dem Sefer Jetzira aus dem 9. Jahrhundert).
Mit den neuen Religionen entstand ebenfalls im 20. Jahrhundert bei den Wicca-Hexen das Konzept des Buchs der Schatten. Eine Sonderstellung nehmen mysteriöse Bücher ein, wie z. B. das Necronomicon, ein fiktives Grimoire von H. P. Lovecraft. Manchmal wird auch das Voynich-Manuskript, das bis heute nicht entschlüsselt werden konnte, als Grimoire bezeichnet.

### Nachkriegszeit
Insbesondere die zweite Hälfte des 20. Jahrhunderts zeigt ein Wiederaufleben des Interesses an Grimoires. Der bekannteste Vertreter dieser Richtung ist das Simon Necronomicon, das die Werke von H. P. Lovecraft und Aleister Crowley aufarbeitet, sich allerdings selbst als antike Schrift darstellt. Das Simon Necronomicon erzählt die Geschichte eines „verrückten Arabers“, der sich vom Islam abwandte, um in der Wüste die Spuren der Sumerer und ihrer Götter wiederzufinden. In diese Rahmenhandlung eingebettet, beleuchtet das Buch Beschwörungsformeln und Siegel, die deutliche Bezüge zu früheren Werken erkennen lassen, weshalb das Werk trotz hoher Popularität kontrovers gesehen wird. Ihm wird Authentizität im Sinne einer genuin wiederentdeckten antiken Schrift abgesprochen.
Weniger bekannt und in die traditionell englische Tradition, wenn auch nicht Wicca, einzuordnen ist das Azoëtia von Andrew D. Chumbley. Im Gegensatz zu anderen Werken wie dem erwähnten Simon Necronomicon oder auch dem älteren Lemegeton Clavicula Salomonis stellt es sich nicht als wiederentdeckte antike Schrift, sondern modernes Grimoire dar.

## Bedeutung
Einteilen lassen sich die Grimoires, neben einer Überordnung in schwarzmagische und weißmagische Bücher, grob in folgende Kategorien:
- schwarzmagische Grimoires: Oft anonym oder unter einem Pseudonym verfasste Schriften, die Schadenzauber, Dämonenbeschwörung, Totenbeschwörung oder die Herbeirufung Luzifers enthalten, wie z. B. das Clavicula Salomonis, das Grimorium Verum, oder Das Grand Grimoire.

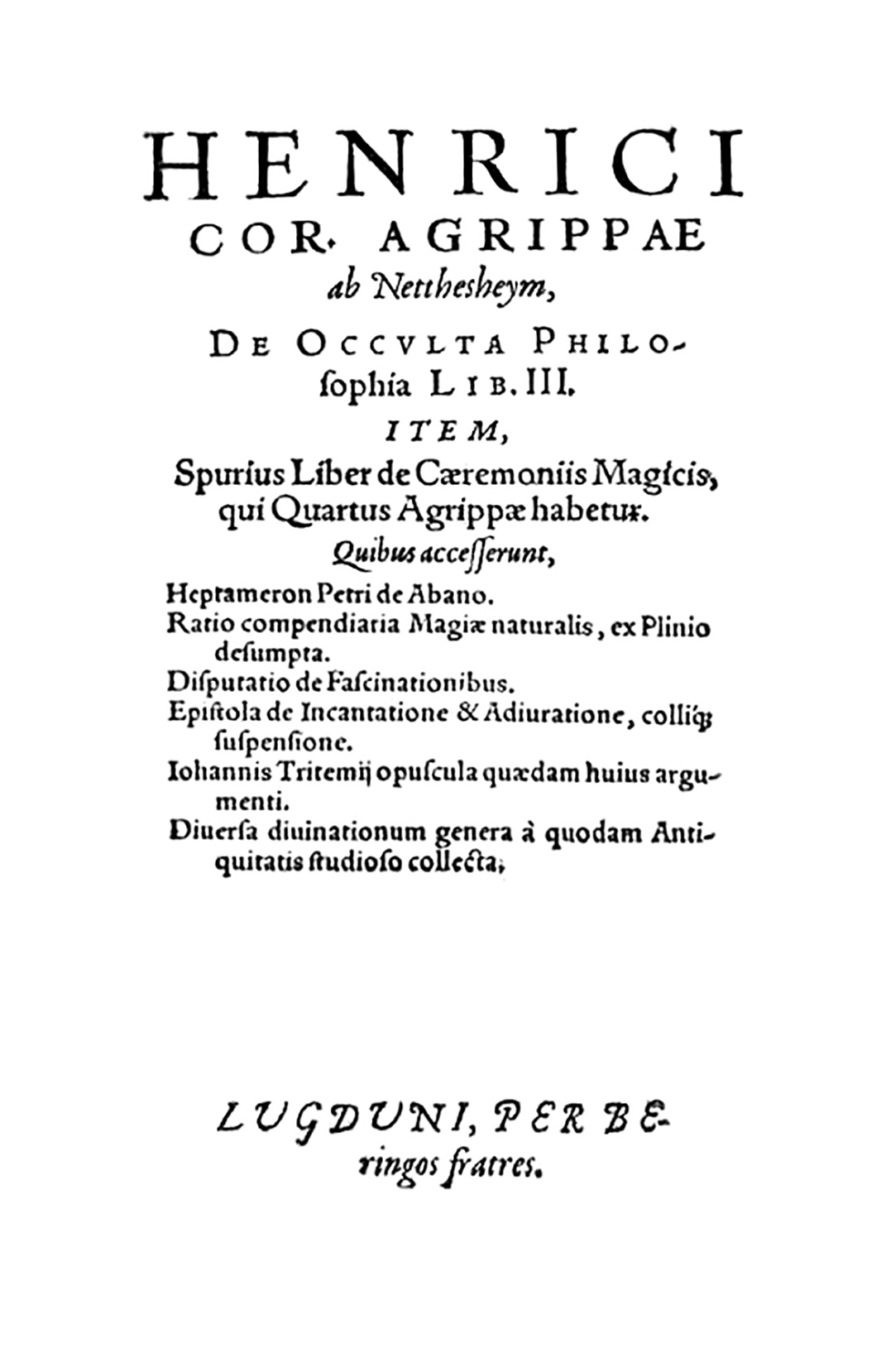
De Occulta Philosophia (1533)

- philosophische Grimoires: Meist bekannte Autoren, wie John Dee, Heinrich Cornelius Agrippa von Nettesheim oder Gerhard von Cremona setzen sich wissenschaftlich mit Magie auseinander. Thematisiert werden die magia naturalis, okkulte Wissenschaften, die Kabbala, Alchemie sowie detaillierte und meist neu entwickelte Beschwörungstechniken. Sie sind sozusagen Lehrbücher der Magie (De Occulta Philosophia, Liber Loagaeth, Buch Abramelin etc.).

- magische Gebetbücher: Diese Grimoires, die der Kirche zugeschrieben werden, sind sehr zahlreich. Unter Namen von Päpsten oder Geistlichen veröffentlicht, enthalten diese Bücher Anrufungen zu Heiligen, magische Gebete, zahlreiche Schutzbeschwörungen sowie Beschwörungen von Engeln, aber auch von Geistern (Geistlicher Schild, Romanusbüchlein, Das Christoph-Gebet etc.).

- Grimoires des Volksglaubens: Meist christlich-magische Grimoires vermischt mit volkstümlichen Aberglauben. Meist Beschwörungen zu Dämonen und Schutzgebete zu Gott und Heiligen, damit man zu Reichtum gelangen, den Feind vernichten oder Gesundheit erhalten kann (Der goldene Brunn, Habermann, Der hl. Corona Schatzgebet etc.).

- magische Rezeptbücher: Bücher mit kuriosen magischen Rezepten gegen Krankheit, zum Schutz vor Feinden, für Reichtum, Liebe etc. (Das sechste und siebente Buch Mosis, Ägyptische Geheimnisse, Geheimnisvoller Heldenschatz, Geheime Kunst-Schule magischer Wunderkräfte etc.).

Fast alle Zauberschriften haben als Gemeinsamkeit den Wunsch, sich vor drohendem Unheil und Gefahren zu schützen, Kraft und Gesundheit zu erlangen, die Zukunft zu sehen und vor allem zu Reichtum zu gelangen. Auffällig ist, dass sich in vielen Werken kein Autor finden lässt. Ein Grund dafür ist, dass Autoren damit rechnen mussten, auf dem Scheiterhaufen zu landen, da Magie von der Inquisition verboten war. Deshalb wurden auch viele Grimoires unter bekannten Namen, wie Albertus Magnus oder Paracelsus, veröffentlicht. Auch fiktive Namen, wie ein gewisser Alibeck (angeblicher Verfasser des Grimorium Verum) oder J. A. Herpentil wurden zum Eigenschutz benützt. Um die Bedeutung des Werkes hervorzuheben, wurden auch legendäre Personen, wie Faust, Salomon oder Moses verwendet. Bei vielen dieser Grimoires handelt es sich um Werke von Geistlichen der bekannten Kirchenorden, was z. B. durch die Werke des Geistlichen Éliphas Lévi belegt wird. Von Helena Blavatsky werden Adepten, Nekromanten und Rituale so beschrieben, dass das Bild des Priesters und dessen ritualisierte Handlungen entsteht. Viele Rituale sind an die Heilige Messe angelehnt.

Sechstes und siebentes Buch Mosis (1853)

Fast alle Grimoires sind strukturell vergleichbar und folgen meist einem Schema:
1. Die Vorbereitung des Magiers (Fasten, Beten, Räucherungen, Waschungen etc.)
2. Herstellung der magischen Instrumente (Zauberstab, Gewand, Messer etc.)
3. Der magische Kreis
4. Das Buch der Geister / Liber Spirituum
5. Rangordnung der Dämonen, deren Siegel, Beschwörungen und Entlassungen
6. Zauberrezepte als Anhang: Liebeszauber, Schatzzauber, Divination etc.

Physisch und psychisch muss der Magier von allem gereinigt sein, und die Instrumente müssen neu angefertigt und unbenutzt verwendet werden.
Nach der Vorbereitung durch asketische Rituale kann der Magier die verschiedenen Dämonen, Teufel oder Engel beschwören. Der Schutzkreis beschützt den Magier vor den herbeigerufenen Mächten. Oft wird ein Pakt erstellt, in dem alle beschworenen Geister neben ihrem Siegel und Bildnis eine Unterschrift zum Gehorsam tätigen müssen.
Die Dämonen unterstehen immer einer festen Hierarchie (Kaiser, König, Fürst etc.). In den Grimoires befinden sich unterschiedliche Versionen dieser Rangordnungen, die als Gegenentwürfe der Engelsstrukturen fungieren. Die unterschiedlich angegebenen Dämonenlisten erklären sich daraus, dass die Listen in den jeweiligen Epochen der Gesellschaftsstruktur der Zeit entsprechen. Auch die Anzahl der Höllenfürsten in der Zauberliteratur ist unterschiedlich. Ein Teil der Höllenzwänge beinhaltet nur den Schatzbringer Asasel, die faustischen und Jesuitenhöllenzwänge haben zuerst eine Vierer-Ordnung, andere dann oft eine Sechser-Ordnung und weitere eine Siebener-Ordnung, die auf kabbalistische und neuplatonische Wurzeln zurückgeht.